# Sille-Talsperre
Die Sille-Talsperre (türkisch Sille Barajı) liegt am Sille Çayı 4 km westlich der Provinzhauptstadt Konya in der gleichnamigen türkischen Provinz. 
Die Talsperre wurde in den Jahren 1953–1962 zur Bewässerung und zum Hochwasserschutz errichtet.
Der Steinschüttdamm hat eine Höhe von 39 m über Talsohle und besitzt ein Volumen von 320.000 m³. 
Der zugehörige Stausee bedeckt bei Normalstau eine Fläche von 28 ha und verfügt über einen Speicherraum von 2,16 Mio. m³.
Die Talsperre dient der Bewässerung einer Fläche von 220 ha.